# دانييلا سيمونز
دانييلا سيمونز هي عازفة بيانو ومغنية سويسرية، ولدت في 1961 في بيروجيا في إيطاليا.

## وصلات خارجية
- دانييلا سيمونز على موقع ميوزك برينز (الإنجليزية)
- دانييلا سيمونز على موقع ديسكوغز (الإنجليزية)